# Stadionul Strahov

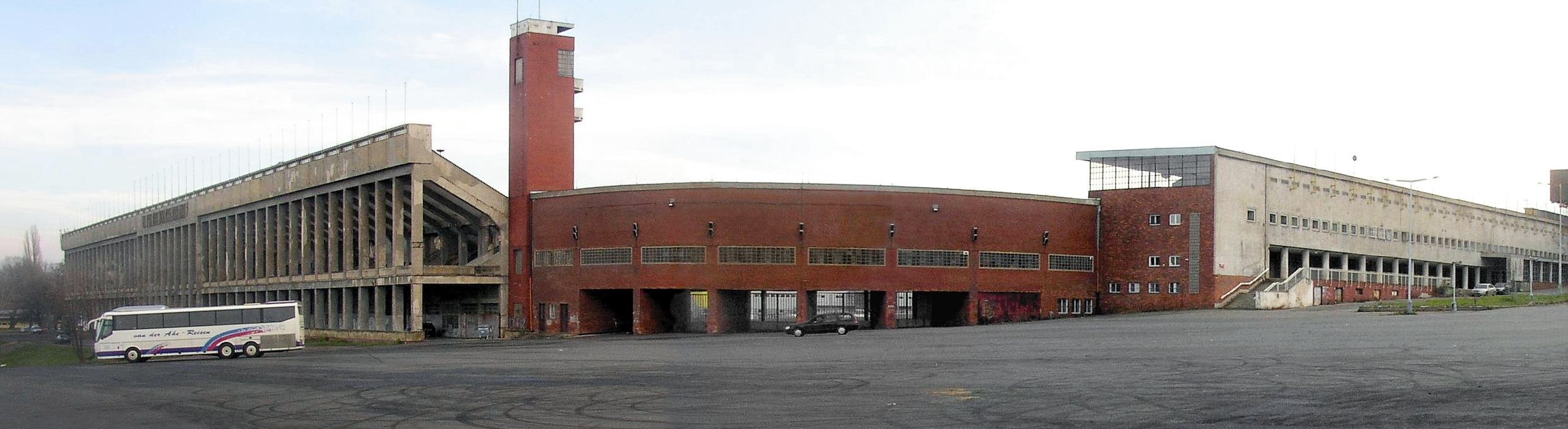
Stadionul Strahov văzut din nord-vest

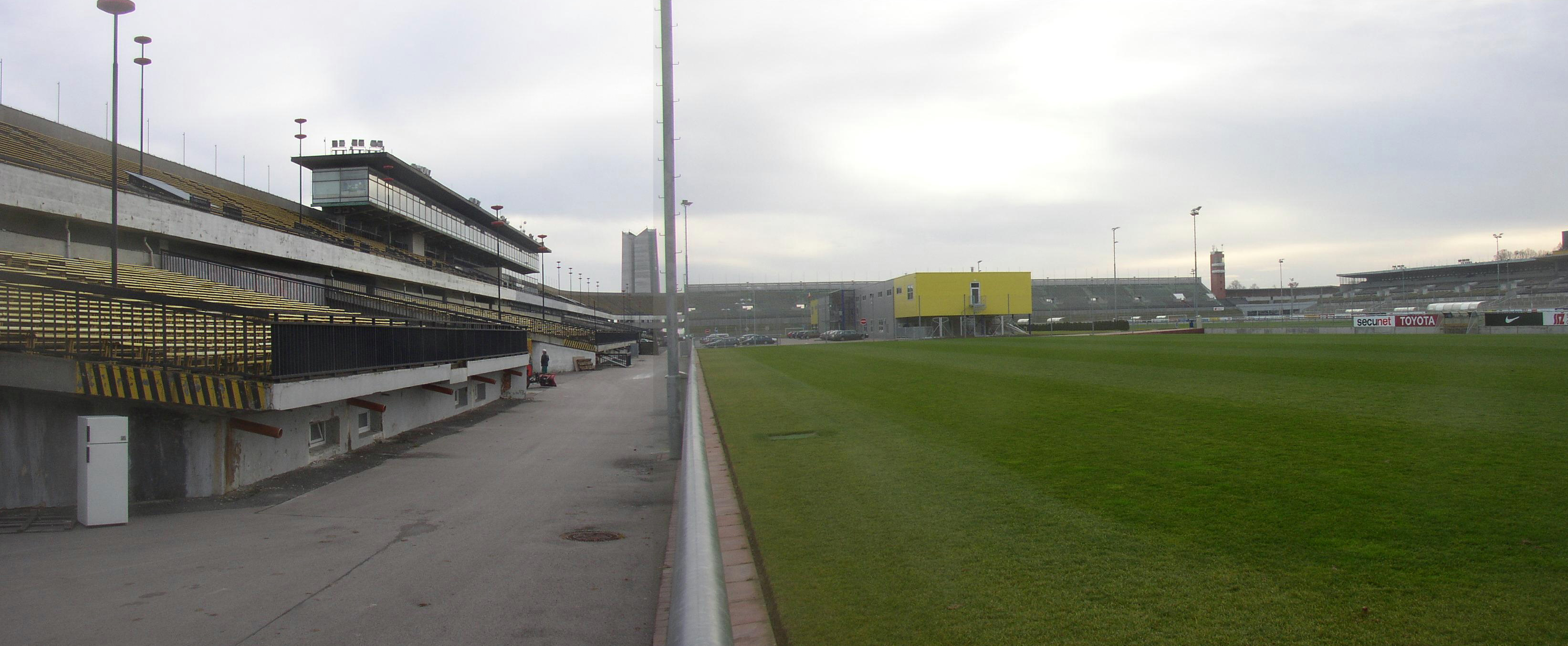
Interiorul stadionului văzut din colțul de nord-est (2006)

Marele Stadion Strahov (în cehă Velký strahovský stadion) este un stadion din districtul Strahov din Praga, Republica Cehă. Când era o arenă sportivă activă, capacitatea sa era în jur de 250.000 de spectatori, fiind cel mai mare stadion din lume.
În prezent stadionul nu mai este utilizat pentru evenimente sportive competitive; și este folosit ca centru de antrenamente pentru clubul Sparta Praga, și pentru concerte muzicale majore. Stadionul este situat pe dealul Petřín, cu vedere spre orașul vechi.

## Construcția
Construcția a început în baza planului arhitectului Alois Dryák – un stadion de lemn în 1926, care a fost înlocuit cu tribune de beton în 1932. Ulterior construcția a continuat în 1948 și 1975. Terenul de joc, înconjurat de tribune din toate părțile, are 63.500 de metri pătrați. În prezent stadionul servește clubului Sparta Praga ca centru de antrenamente cu 8 terenuri de fotbal (6 terenuri standard și 2 terenuri de futsal).

## Concerte
- The Rolling Stones - 18 august 1990 & 5 august 1995 (100.000 & 127.000 de spectatori respectiv)
- Guns N' Roses - 20 ami 1992 (60.000 de spectatori)
- Bon Jovi - 4 septembrie 1993
- Aerosmith - 27 mai 1994 (30.000 de spectatori)
- Pink Floyd - 7 septembrie 1994 - (oficial 110.000 de spectatori, neoficial ~115.000)
- Bratři Nedvědové - 21 iunie 1996 (60.000 de spectatori)
- U2 - 14 august 1997 - (62 000 de spectatori)
- AC/DC, cu Rammstein - 12 iunie 2001 - (25.000 de spectatori)
- Ozzfest - 30 mai 2002 - (30.000 de spectatori) Au evoluat: Škwor, AntiProduct, AstroMetro, Royal Playboy Cartel, Slayer & Ozzy Osbourne
- George Michael - 2 iunie 2007

Bon Jovi programase să-și încheie aici pe 9 iulie 1995 turneul european din cadrul These Days Tour, dar show-ul a fost anulat.